# Soyouz MS-24
Soyouz MS-24 (en russe : Союз МС-24) est une mission spatiale habitée russe lancée le 15 septembre 2023 depuis le cosmodrome de Baïkonour grâce à un lanceur du même nom.

## Équipage
L'équipage prévu pour cette mission est celui originellement affecté à la mission Soyouz MS-23 qui doit finalement servir de vaisseau de secours de la Station spatiale internationale en remplacement de Soyouz MS-22, incapable de remplir ce rôle après avoir été endommagé par un impact de micrométéorite. Soyouz MS-23 est donc lancé sans équipage, ce dernier étant transféré à Soyouz MS-24.
Cet équipage est désigné en mai 2021 et est constitué de trois Russes. Cependant, dans le cadre du système d'échange d'équipage Soyouz-Dragon consistant à garder au moins un astronaute de la NASA et un cosmonaute Roscosmos à chaque rotation d'équipage, l'américaine Loral O'Hara a remplacé Andreï Fediaïev, qui est en retour affecté à SpaceX Crew-6.
Une nouvelle modification a lieu, concernant cette fois l'équipage de retour. À la suite d'un accord de coopération dans le domaine spatial entre la Russie et la Biélorussie, des séjours à bord de la Station spatiale internationale (ISS) sont programmés pour des cosmonautes biélorusses. Le premier vol est un séjour court, prévu pour 2023. Ainsi, ce cosmonaute doit être amené par le Soyouz suivant, MS-25, rester environ une semaine à bord de l'ISS puis rentrer sur Terre à bord de MS-24. En conséquence, les deux cosmonautes de MS-24, Oleg Kononenko et Nikolaï Tchoub, doivent rester six mois de plus à bord de la station.

### Au décollage

#### Principal
- Commandant : Oleg Kononenko (5),  Russie, Roscosmos.
- Ingénieur de vol 1 : Nikolaï Tchoub (1),  Russie, Roscosmos.
- Ingénieur de vol 2 : Loral O'Hara (1),  États-Unis, NASA.

Le chiffre entre parenthèses indique le nombre de vols spatiaux effectués par l'astronaute, Soyouz MS-23 inclus.

#### Réserve
Les réservistes remplacent le ou les membres d'équipage si ce ou ces derniers ne peuvent assurer leur poste.
- Commandant : Alexeï Ovtchinine,  Russie, Roscosmos.
- Ingénieur de vol 1 : Oleg Platonov,  Russie, Roscosmos.
- Ingénieur de vol 2 : Tracy Caldwell[2],  États-Unis, NASA.

### À l'atterrissage
- Commandant : Oleg Novitski (4),  Russie, Roscosmos.
- Ingénieur de vol :  Loral O'Hara (1),  États-Unis, NASA.
- Participant au vol spatial : Marina Vassilievskaïa[3] (1),  Biélorussie.